# Universitat Howard
La Universitat Howard és una universitat dels Estats Units situada a la capital federal (Washington DC). És considerada com la Universitat Harvard per als afroamericans, ja que gradua més doctorats negres que qualsevol altra universitat dels Estats Units. Va ser fundada l'any 1867, i fou anomenada en honor de l'oficial Oliver Howard.